# Marca friulană

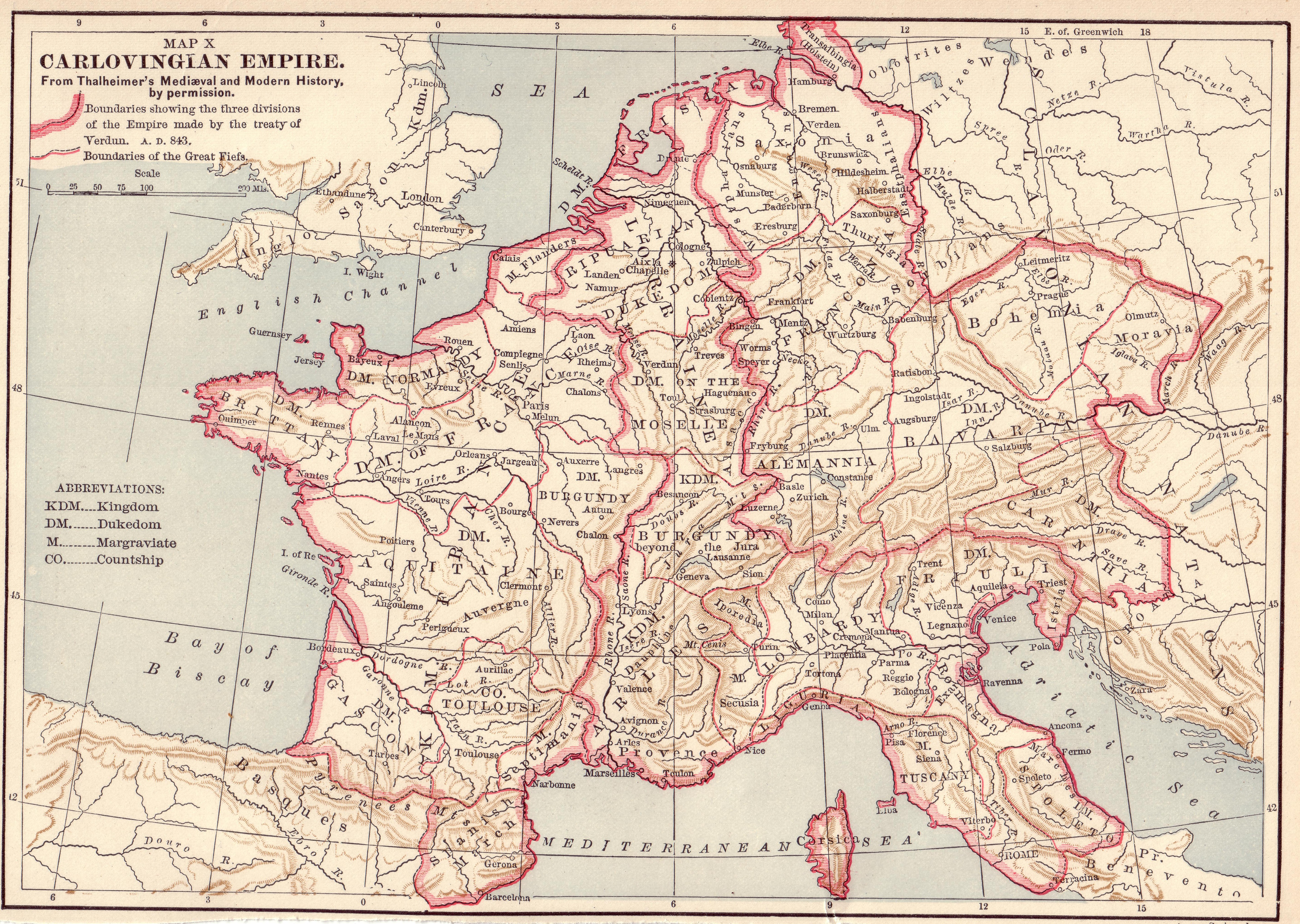
Harta Imperiului carolingian, incluzând Marca friulană, după anul 843 (Tratatul de la Verdun)

Marca friulană a reprezentat o marcă instituită de carolingieni, în vederea stăvilirii atacurilor slavilor și avarilor din secolele al IX-lea și al X-lea. El a constituit totodată formațiune statală succesoare a ducatului de Friuli, creație a longobarzilor. 
După ce Carol cel Mare a cucerit Regatul longobard din Italia condus de regele Desiderius ca urmare a cuceririi Paviei în 774, el a permis inițial ducelui longobard Hrodgaud să își continue domnia în Friuli. Potrivit Annales regni Francorum, după doi ani Hrodgaud s-a răsculat autoproclamându-se rege al longobarzilor, drept pentru care Carol cel Mare a sosit în grabă în Italia, unde a zdrobit forțele ducelui longobard, depunându-l și ucigîndu-l în luptă. Ducatul longobard autonom a fost dizolvat și încorporat în regatul francilor, cu toate că succesorii lui Hrodgaud, deși numiți direct de către Carol, au continuat să poarte titlul de dux Foroiuliensis. Fostului ducat longobard, regele franc a atașat și provincia Pannonia, devenită parte integrantă a Imperiului carolingian și un adevărat bastion împotriva incursiunilor avarilor și croaților. 
În 828, ultimul duce de Friuli, Balderic, a fost eliberat din funcție de către împăratul Ludovic Piosul în cadrul dietei imperiale de la Aachen, pe motiv că nu a fost în stare să apare frontiera din Pannonia în fața trupelor hanului Omurtag al bulgarilor. Ducatul a fost divizat în patru ținuturi, care în 846 au fost din nou unite ca parte componentă în cadrul Franciei de Mijloc, conduse de către fiul cel mai vârstnic al împăratului Ludovic Piosul, Lothar. La rîndul său, Lothar a conferit Friuli cumnatului său, Eberhard, odată cu titlul de dux, deși succesorii acestuia au purtat titulatura de margrafi. 
Fiul lui Eberhard, Berengar, margraf de Friuli din 874, a fost ales rege al Italiei după depunerea împăratului Carol cel Gras în 887. Alegerea sa ca rege a condus la decenii de dispute pentru tron între diferiți pretendenți rivali. Berengar a prestat omagiu regelui din Francia Răsăriteană, Arnulf de Carintia, care a pierdut coroana în favoarea ducelui Guy al III-lea de Spoleto în 889, reușind să o recupereze abia în 905. Între timp, Berengar a rămas stăpân în Friuli (care mereu a reprezentat baza puterii sale), fiind reprezentat de Walfred în orașul Verona. După moartea lui Berengar din 924, susținătorii săi l-au ales ca rege pe Ugo de Arles ca rege. 
Regele Ugo nu a numit un nou margraf, așa încat Marca friulană a rămas vacantă. Ea s-a menținut ca o diviziune politică a Regatului franc al Italiei până la uzurpara tronului de către Berengar al II-lea, care a avut loc după moartea fiului lui Ugo, regele Lothar al II-lea din 950. Chemat de văduva lui Lothar, Adelaida de Burgundia, regele german Otto I "cel Mare" a profitat de ocazie pentru a cuceri Italia, a-l depune pe Berengar al II-lea și a se căsători cu Adelaida. Conflictul a fost reglementat la anul 952, prin dieta de la Augsburg, în care s-a hotărât ca Berengar al II-lea să poată reține titlul regal, însă în calitate de vasal al regelui german și, în plus, să cedeze Friuli, sub numele de Marca de Verona, ducelui Henric I, duce de Bavaria și frate al regelui Otto I. La 2 februarie 962, Otto a fost încoronat la Roma ca Împărat romano-german, l-a depus definitiv pe regele Berengar al II-lea, arestîndu-l și, după un an, exilându-l. Ceea ce mai rămânea din Regatul italian devenea parte componentă a Sfântului Imperiu Roman.
Marca de Verona a fost deținută de către ducii de Carintia de la anul 976, vreme de circa un secol. În 1077, regele Henric al IV-lea al Germaniei a învestit Patriarhatul de Aquileia cu teritoriul friulan de la răsărit de râul Tagliamento.